# R. Lee Ermey
Ronald Lee Ermey (Emporia, Kansas; 24 de marzo de 1944-Santa Mónica, California; 15 de abril de 2018) fue un actor y militar estadounidense.
Estudió arte dramático en la Universidad de Manila, Filipinas, tras la guerra de Vietnam. Casi todos los personajes que interpretó eran militares o figuras autoritarias. La más memorable de sus interpretaciones es, sin duda, la del Sargento de Artillería de Infantería de Marines (Gunnery Sergeant, equivalente en España a Sargento 1º - OR-7) Hartman en Full Metal Jacket. Fue el anfitrión de un programa sobre historia y armamento llamado Mail Call, en History Channel.   Interpretó a John House, padre de Gregory House en el capítulo Lazos Familiares (temporada 2, episodio 5) de la serie Dr. House.
El 17 de mayo de 2002 fue ascendido de forma honoraria a sargento de infantería por el entonces comandante del Cuerpo de Marines James L. Jones, convirtiéndose así en el primer miembro retirado de la historia del Cuerpo de Marines en ser ascendido.

## Biografía
Ronald Lee Ermey nació el 24 de marzo de 1944 en Emporia, Kansas. Durante su juventud Ermey fue arrestado varias veces por la policía y se alistó en el Cuerpo de Marines en 1961 cuando un juez le dio a elegir entre alistarse en el ejército o ir a la cárcel.
Pasó dos años como sargento instructor en el centro de instrucción de reclutas de los marines en San Diego, California, de 1965 a 1967.
A partir de 1968 sirvió 14 meses en Vietnam; después sirvió en dos ocasiones en la isla de Okinawa, Japón, tiempo durante el cual alcanzó el rango de sargento jefe de pelotón. Fue licenciado por razones médicas en 1972 a consecuencia de varias heridas sufridas durante sus dos estancias en Okinawa.
Ermey admitió que tenía pesadillas a causa de las experiencias vividas en combate y que son consecuencia del síndrome de estrés postraumático.
Su primer papel fue como sargento instructor —Ssgt. Loyce— en la película Los Chicos de la Compañía C. Consiguió el papel mientras estudiaba actuación en la Universidad de Manila, Filipinas. Su segundo papel fue como piloto de helicóptero en Apocalypse Now, de Francis Ford Coppola. Además de actuar como piloto en la película, también fue el consejero técnico sobre asuntos militares de la cinta.
Después de eso hizo pequeños papeles hasta 1987, cuando fue contratado por Stanley Kubrick como consejero y para enseñar al actor que en principio iba a interpretar al Sargento de Infantería Hartman en Full Metal Jacket. Cuando Kubrick vio una prueba donde Ermey, mientras instruía al actor, «decía quince minutos de obscenidades sin parar ni repetir dos veces la misma palabra», decidió darle a él el papel e incluso le dejó escribir parte de los diálogos e improvisar durante el rodaje.
Poco después Kubrick declaró que Ermey fue una de las mejores personas con las que él había trabajado, y que había necesitado tan solo hacer dos o tres repeticiones de cada escena. Su interpretación entusiasmó a los críticos y Ermey fue nominado al Globo de Oro como mejor actor secundario y que a la postre sería ganado por Sean Connery con The Untouchables. Años después interpretó a otro sargento instructor en el episodio piloto de Space: Above and Beyond, un papel muy similar al de Full Metal Jacket.
Desde entonces, apareció en más de sesenta películas, incluyendo Arde Mississippi, Seven, Leaving Las Vegas, y los remakes de Willard y La matanza de Texas. Ermey también prestó su voz en películas como la saga de Toy Story, así como en varios videojuegos como Fallout Tactics: Brotherhood of Steel y en las series animadas Los Simpson y Padre de familia.
En el capítulo "Daddy's Boy" de Dr. House interpretó al padre de House, también militar en la ficción, con quien House tiene una pésima relación, y en el episodio "Mi viejo" de la serie Scrubs interpreta al padre del conserje.
Fue el anfitrión del programa Mail Call de History Channel (2002-2009), que trataba acerca de la historia y el equipamiento de los diferentes ejércitos de los Estados Unidos en el que durante 30 minutos contestaba a las preguntas de los espectadores a los que trataba como si él fuera sargento instructor y ellos sus reclutas. Incluso hizo demostraciones sobre armamento disparando contra sandías —su enemigo natural— y contra botes de pintura.

## Muerte
Ermey murió a los 74 años de edad por complicaciones de una neumonía. El antiguo mánager y amigo de Ermey, Bill Rogin, dio la noticia por medio de un tweet en la cuenta oficial de Twitter de Ermey: «Con profunda tristeza, lamento informarles de que Ermey falleció esta mañana por complicaciones de una neumonía. Todos nosotros le echaremos mucho de menos. Semper Fi, Gunny. Godspeed.»

## Filmografía
| Año  | Título original                            | Otros títulos | Director              |
| ---- | ------------------------------------------ | --- | --------------------- |
| 1978 | The Boys in Company C                      | Los chicos de la Compañía C                                                                                                   | Sidney J. Furie       |
| 1979 | Apocalypse Now                             | Apocalipsis ahora | Francis Ford Coppola  |
| 1987 | Full Metal Jacket                          | Nacidos para matar, La chaqueta metálica, Cara de guerra                                                                      | Stanley Kubrick       |
| 1988 | Mississippi Burning                        | Arde Mississippi | Alan Parker           |
| 1989 | The Siege of Firebase Gloria               | Asalto final a Firebase Gloria                                                                                                | Brian Trenchard-Smith |
| 1990 | I'm Dangerous Tonight                      | Peligrosa de noche | Tobe Hooper           |
| 1990 | 83 Hours 'Til Dawn                         | 83 horas hasta el alba | Donald Wrye           |
| 1990 | La grieta                                  | The Rift, Endless Descent | Juan Piquer Simón     |
| 1991 | Toy Soldiers                               | Operación: Soldados de Juguete                                                                                                | Daniel Petrie, Jr.    |
| 1993 | Hexed                                      | Linda, loca y peligrosa | Alan Spencer          |
| 1993 | Sommersby                                  | | Jon Amiel             |
| 1993 | Body Snatchers                             | Secuestradores de cuerpos, Usurpadores de cuerpos                                                                             | Abel Ferrara          |
| 1994 | On Deadly Ground                           | En tierra peligrosa, Terreno salvaje                                                                                          | Steven Seagal         |
| 1994 | Love is a Gun                              | El amor es un arma | David Hartwell        |
| 1994 | The Naked Gun 33 1/3: The Final Insult     | Agárralo como puedas 33 ⅓: El insulto final, ¿Y Dónde está el policía? 33⅓, La pistola desnuda 33⅓                            | Peter Segal           |
| 1995 | Toy Story                                  | Sargento (Voz) | John Lasseter         |
| 1995 | Murder in the First                        | Homicidio en primer grado, Asesinato en primer grado                                                                          | Marc Rocco            |
| 1995 | Seven                                      | Seven, Se7en, los siete pecados capitales                                                                                     | David Fincher         |
| 1995 | Dead Man Walking                           | Pena de muerte, Mientras estés conmigo, Hombre Muerto Caminando                                                               | Tim Robbins           |
| 1996 | The Frighteners                            | Agárrame esos fantasmas, Muertos de Miedo                                                                                     | Peter Jackson         |
| 1997 | Switchback                                 | Secuestro, El Cazador en la Trampa                                                                                            | Jeb Stuart            |
| 1997 | Cracker                                    | | Stephen Cragg         |
| 1997 | Dead Men Can't Dance                       | Los muertos no bailan | Steve Anderson        |
| 1997 | Weapons of Mass Distraction                | Armados de poder | Stephen Surjik        |
| 1997 | Prefontaine                                | | Steve James           |
| 1998 | The Sender                                 | | Richard Pepin         |
| 1998 | Gunshy                                     | Un tipo peligroso, Las dos caras de la moneda                                                                                 | Jeff Celentano        |
| 1998 | You Know My Name                           | El precio de la ley | John Kent Harrison    |
| 1999 | Avalanche                                  | Avalancha | Steve Kroschel        |
| 1999 | The Apartment Complex                      | Apartamento maldito | Tobe Hooper           |
| 1999 | Life                                       | Condenados a fugarse | Ted Demme             |
| 2000 | On the Borderline                          | En la frontera, Apuros en la frontera                                                                                         | Michael Oblowitz      |
| 2000 | Skipped Parts                              | The Wonder of Sex, Sueños de adolescente                                                                                      | Tamra Davis           |
| 2000 | The Chaos Factor                           | Horrores ocultos | Terry Cunningham      |
| 2001 | Saving Silverman                           | Tres idiotas y una bruja, Tan perversa como el diablo                                                                         | Dennis Dugan          |
| 2001 | Megiddo: The Omega Code 2                  | Megiddo: El Código Omega 2 | Brian Trenchard-Smith |
| 2001 | Taking Sides                               | | István Szabó          |
| 2002 | Run Ronnie Run!                            | ¡Corre, Ronnie, corre!, Corre por tu vida, Ronnie                                                                             | Troy Miller           |
| 2003 | Willard                                    | | Glen Morgan           |
| 2003 | The Texas Chainsaw Massacre                | La matanza de Texas, La masacre de Texas                                                                                      | Marcus Nispel         |
| 2005 | Man of the House                           | El hombre de la casa | Stephen Herek         |
| 2006 | The Texas Chainsaw Massacre: The Beginning | La matanza de Texas: El origen, La masacre de Texas: El inicio, La masacre de Texas: El comienzo, Masacre en Texas: El inicio | Jonathan Liebesman    |
| 2006 | Flushed Away                               | Transeúnte #9 |                       |
| 2012 | The Watch                                  | Neighborhood Watch, Los amos del barrio, Vecinos cercanos del tercer tipo                                                     | Akiva Schaffer        |

Para disfrute de sus fanes se sacaron a la venta varias «figuras motivacionales» de unos 30 cm de él mismo vestido como sargento instructor; al apretar un botón de su espalda se escuchan frases similares a las que él mismo pronunciaba en Full Metal Jacket.

## Distinciones

### Militares
- Mención de Unidad Meritoria de la Armada ( Estados Unidos).
- Medalla de Buena Conducta con dos estrellas 5/16 de bronce ( Estados Unidos).
- Medalla de Servicio en la Defensa Nacional ( Estados Unidos).
- Medalla de las Fuerzas Armadas Expedicionarias ( Estados Unidos).
- Medalla de Servicio en Vietnam con estrella 3/16 de plata ( Estados Unidos).
- Citación Presidencial de Unidades de la República de Vietnam ( Vietnam del Sur).
- Banda de Instructor del Cuerpo de Marines ( Estados Unidos).
- Cruz de Galantería de la República de Vietnam con palma ( Vietnam del Sur).
- Medalla de Campaña de la República de Vietnam de 1960 ( Vietnam del Sur).